# Expo 1961
L'Expo 1961 (ufficialmente Esposizione Internazionale del Lavoro - Torino 1961, (FR)  Exposition International du Travail – Turin 1961, (EN)  International Labour Exhibition - Turin 1961), conosciuta anche come Italia '61 (da cui prese poi nome l'omonimo quartiere), fu l'esposizione specializzata che si svolse a Torino e venne organizzata per celebrare il centenario dell'Unità d'Italia.
Tra i protagonisti e promotori dell'iniziativa vi furono Giuseppe Pella, presidente del comitato Italia '61, l'allora sindaco di Torino Amedeo Peyron e Achille Mario Dogliotti, Presidente del Consiglio Direttivo.
Per l'occasione venne interamente costruito un quartiere di Torino, nella zona Sud della città in una zona bonificata sulle rive del fiume Po.
L'esposizione richiamò più di sei milioni di visitatori provenienti da tutto il mondo e le attrazioni principali e più popolari furono: 
- la monorotaia ALWEG
- il Circarama, sistema di proiezione cinematografica a 360 gradi della Walt Disney
- l'ovovia, che collegava in modo spettacolare, passando sopra il Po, il Parco di Italia '61 con il Parco Europa di Cavoretto, sulla collina torinese.

Fu notevolmente migliorata l'illuminazione pubblica della città - ed in particolare l'area espositiva in corso Unità d'Italia - grazie ai moderni impianti progettati da Guido Chiarelli: suscitò grande ammirazione l'illuminazione notturna del giardino roccioso al Parco del Valentino, realizzato nell'ambito della grande rassegna internazionale FLOR 61.
Importantissimi i palazzi costruiti per l'occasione, tra cui spiccano il Palazzo del Lavoro e il Palazzo a Vela, mentre i padiglioni per la Mostra delle Regioni, progettati da Nello Renacco, ottennero nel 1963 il "Premio nazionale per un'opera realizzata", assegnato annualmente dall'IN/ARCH.

## Trasporti
Oltre alla monorotaia, ATM mise in servizio 12 autobus Fiat 413 Monotral CV61 a 2 piani e 3 assi, costruiti appositamente dalla Viberti su meccanica FIAT, numerati da 2001 a 2012, che rimasero poi in servizio fino al 1985. Di essi si salvarono solo gli esemplari 2002 e 2006, che rimasero lungamente accantonati.
 Nel 2011 il GTT e l'Associazione Torinese Tram Storici recuperarono e restaurarono le componenti ancora sanabili delle due unità, riuscendo a riportare in condizioni di funzionamento il bus 2002, che viene impiegato in occasioni speciali.

## Galleria d'immagini

L'area dell'EXPO con la stazione di arrivo della monorotaia
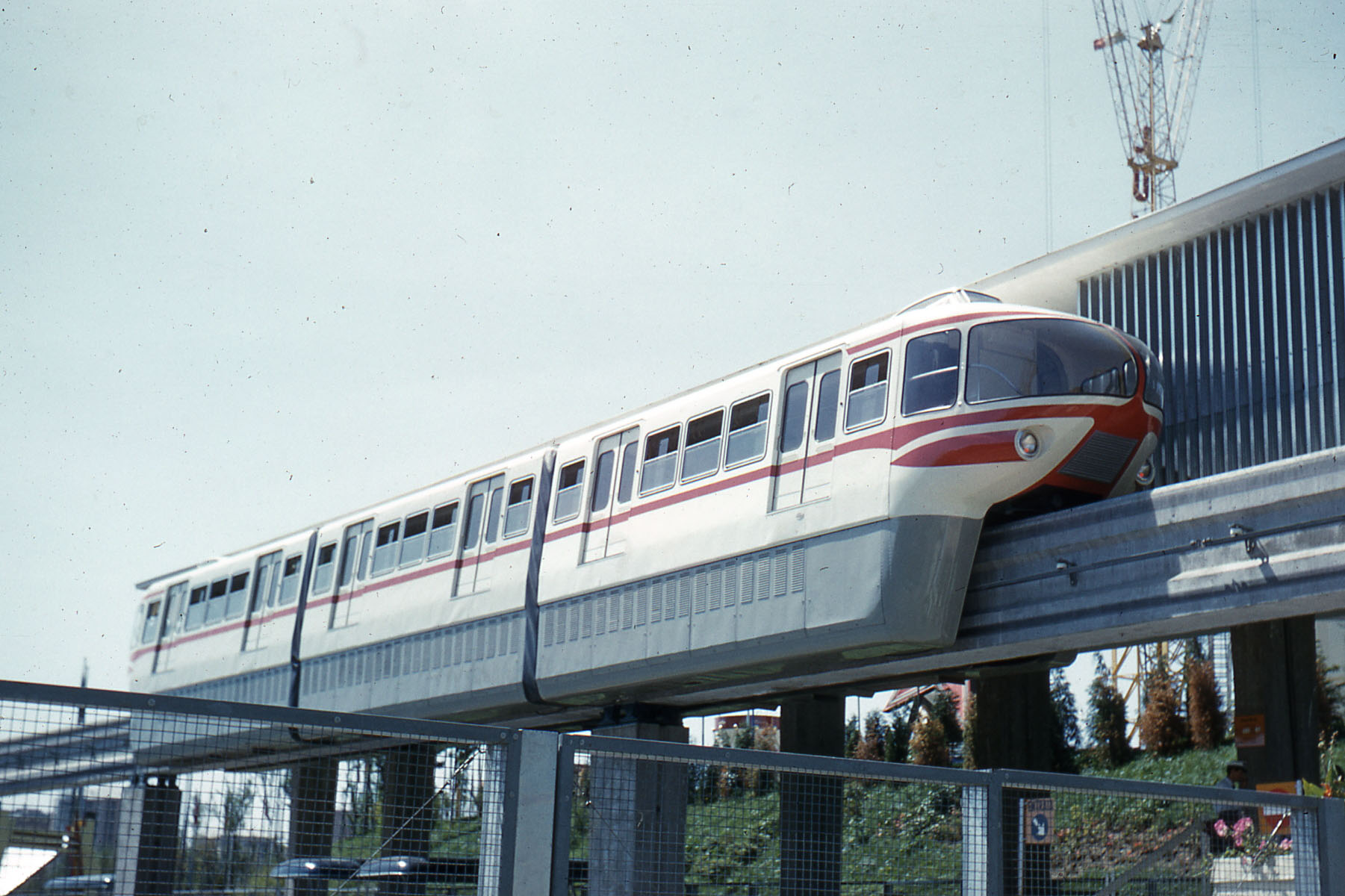
La Monorotaia di Torino costruita in occasione dell'Expo 1961
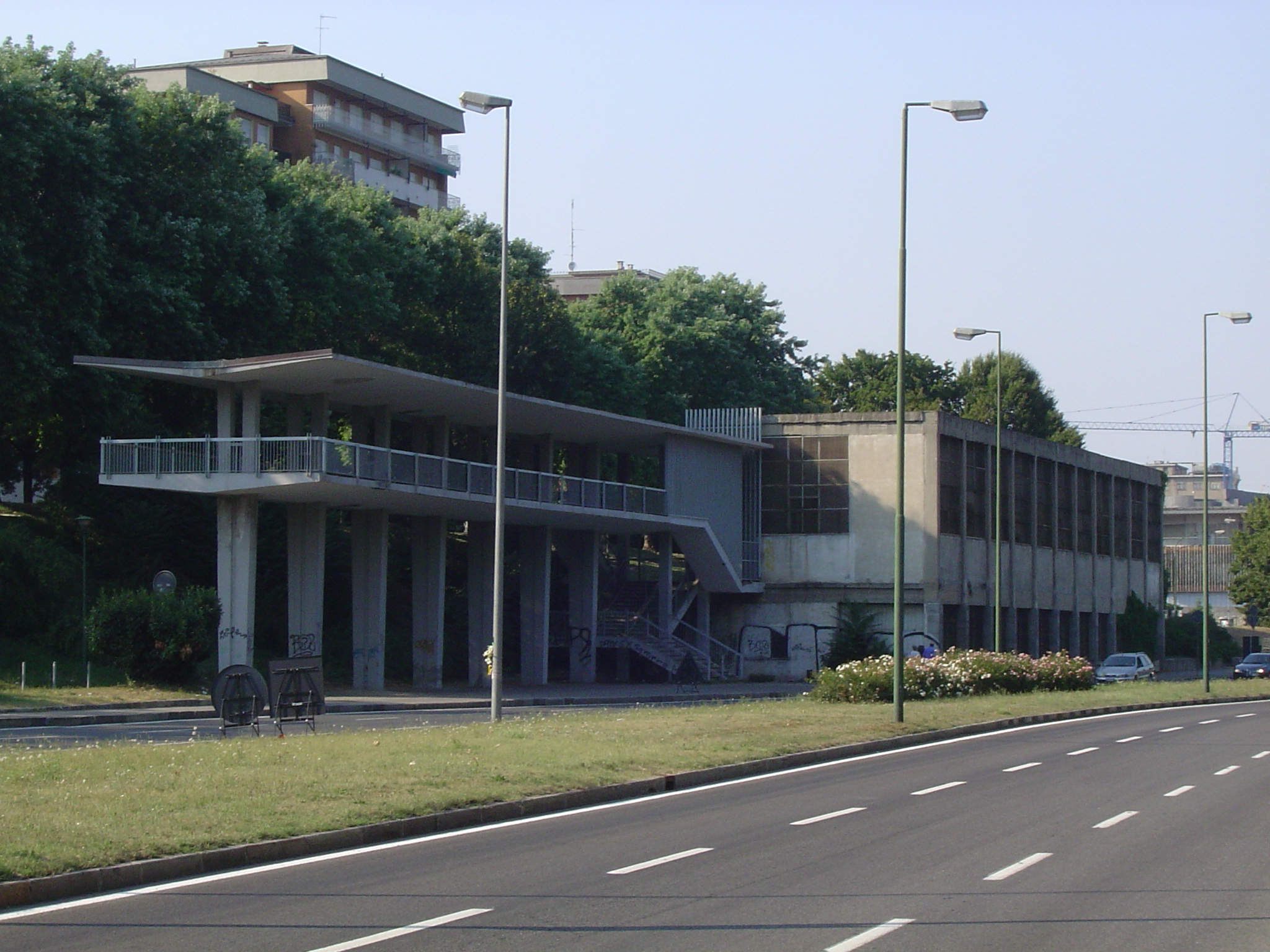
La Stazione Nord della Monorotaia di Italia '61, prima della ristrutturazione del 2005
L'area dell'EXPO con il Palazzo del lavoro
Illuminazione di c.so Unità d'Italia, "Italia '61"
C.so Unità d'Italia di notte, 1961
Il giardino di Flor 61
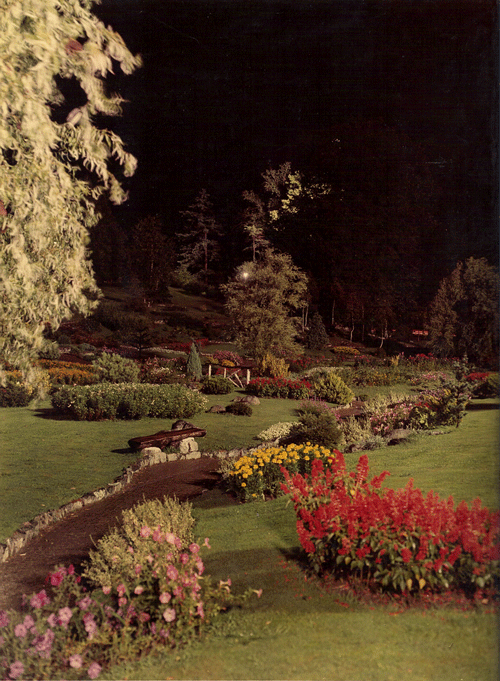
Illuminazione di FLOR 61, progettata da Guido Chiarelli
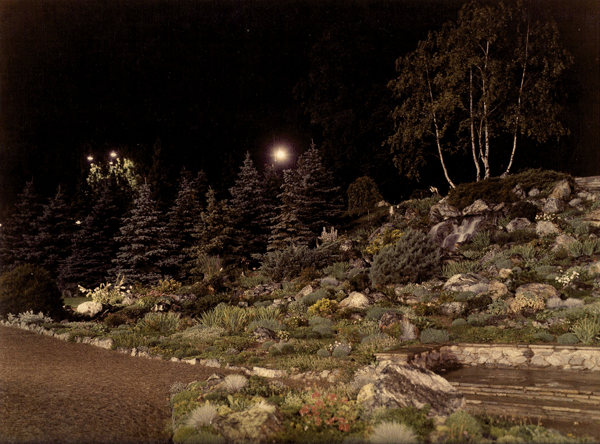
Scorcio del giardino roccioso
Invitati alla premiazione di Flor 61
Una delle tre torri-faro utilizzate per l'illuminazione di Flor 61
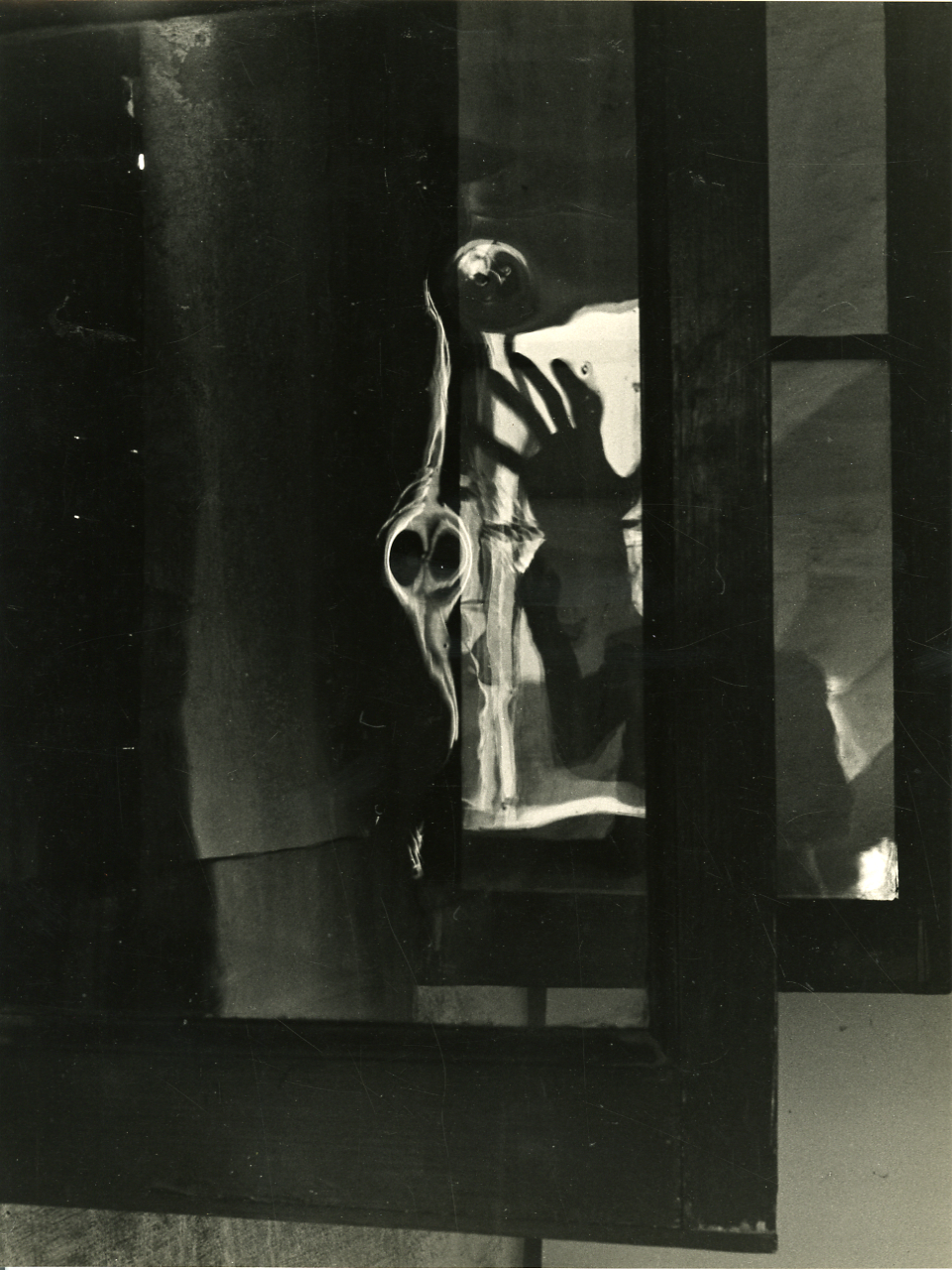
Particolare del Padiglione della Germania in una foto di Paolo Monti del 1975. Fondo Paolo Monti, BEIC